# Universidade Aberta ISCED
A Universidade Aberta ISCED (UnISCED) é uma instituição de ensino superior privada localizada em Moçambique , com sede na Beira, província de Sofala, vocacionada, exclusivamente, para a educação aberta e à distância.
A UnISCED, é propriedade do Instituo Africano de Promoção da Educação à Distância (IAPED), criado em 2012, por um grupo de moçambicanos com experiência na educação à distância e cujos estatutos foram publicados no BR no 50, III Série, 4º suplemento, de 18 de Dezembro 2012. Está registado na Conservatória de Registo das Entidades Legais sob no 100350467.
Com o intuito de reforçar a sua oferta académica, a UnISCED assinou, em Maio de 2021, um protocolo de cooperação com a Universidade Aberta portuguesa, uma instituição de ensino à distância daquele país.

## História
A UnISCED foi criado pelo Decreto nº 27/2021, de 6 de Maio, aprovado pelo Conselho de Ministros na sua 12.ª Sessão Ordinária, realizada no dia 13 de Abril de 2021. A UnISCED, resulta do antigo Instituto Superior de Ciências e Educação à Distância (ISCED), que foi fundado em 2015.

## Unidades orgânicas
As unidades orgânicas da UnISCED são as seguintes:
- Faculdade de Ciências de Educação (FCE)
- Faculdade de Ciências de Saúde (FCS)
- Faculdade de Ciências Sociais e Humanas (FCSH)
- Faculdade de Economia e Gestão (FEG)
- Faculdade de Engenharia e Agricultura (FEA)
- Faculdade de Direito (FD)

## Centros de recursos
A UnISCED possui os seguintes Centros de Recursos:
- Centro de Recursos de Pemba
- Centro de Recursos de Lichinga
- Centro de Recursos de Nampula
- Centro de Recursos de Tete
- Centro de Recursos de Quelimane
- Centro de Recursos de Beira
- Centro de Recursos de Chimoio
- Centro de Recursos de Maxixe
- Centro de Recursos de Xai-Xai
- Centro de Recursos de Maputo